# Kota Baru (Tapung Hilir)
Kota Baru is een bestuurslaag in het regentschap Kampar van de provincie Riau, Indonesië. Kota Baru telt 3337 inwoners (volkstelling 2010).